# Лауреати Державної премії України в галузі науки і техніки (2016)
Державна премія України в галузі науки і техніки — лауреати 2016 року.
На підставі подання Комітету з Державних премій України в галузі науки і техніки Президент України Петро Порошенко видав Указ № 101/2017 від 7 квітня 2017 року «Про присудження Державних премій України в галузі науки і техніки 2016 року».
Всього присуджені дванадцять премій за роботи, які мають відповідний дозвіл для публікації у засобах масової інформації, та одна премія за підручник. Комітет також рекомендував Президенту України присудити премію одній роботі, що становить державну таємницю.
На 2016 рік розмір Державної премії України в галузі науки і техніки склав 250 000 гривень кожна.

## Лауреати Державної премії України в галузі науки і техніки 2016 року
| Премійована робота | Лауреати                                 | Коротко про лауреата |
| --- | ---------------------------------------- | --- |
| за роботу «Методи оптимізації та комп'ютерні технології для моделювання і керування інформаційними процесами та системами»                   | Кісельова Олена Михайлівна               | член-кореспондент Національної академії наук України, декан Дніпропетровського національного університету імені Олеся Гончара |
| за роботу «Методи оптимізації та комп'ютерні технології для моделювання і керування інформаційними процесами та системами»                   | Стецюк Петро Іванович                    | доктор фізико-математичних наук, завідувач відділу Інституту кібернетики імені В. М. Глушкова НАН України |
| за роботу «Методи оптимізації та комп'ютерні технології для моделювання і керування інформаційними процесами та системами»                   | Семенова Наталія Володимирівна           | доктор фізико-математичних наук, провідний науковий співробітник Інституту кібернетики імені В. М. Глушкова НАН України |
| за роботу «Методи оптимізації та комп'ютерні технології для моделювання і керування інформаційними процесами та системами»                   | Куляс Анатолій Іванович                  | кандидат технічних наук, провідний науковий співробітник Інституту кібернетики імені В. М. Глушкова НАН України |
| за роботу «Методи оптимізації та комп'ютерні технології для моделювання і керування інформаційними процесами та системами»                   | Лебєдєва Тетяна Тарасівна                | кандидат економічних наук, старший науковий співробітник Інституту кібернетики імені В. М. Глушкова НАН України |
| за роботу «Методи оптимізації та комп'ютерні технології для моделювання і керування інформаційними процесами та системами»                   | Касьянов Павло Олегович                  | доктор фізико-математичних наук, завідувач відділу Навчально-наукового комплексу «Інститут прикладного системного аналізу» Національного технічного університету України «Київський політехнічний інститут імені Ігоря Сікорського» |
| за роботу «Методи оптимізації та комп'ютерні технології для моделювання і керування інформаційними процесами та системами»                   | Бідюк Петро Іванович                     | доктор технічних наук, професор Навчально-наукового комплексу «Інститут прикладного системного аналізу» Національного технічного університету України «Київський політехнічний інститут імені Ігоря Сікорського»                    |
| за роботу «Методи оптимізації та комп'ютерні технології для моделювання і керування інформаційними процесами та системами»                   | Крак Юрій Васильович                     | доктор фізико-математичних наук, завідувач кафедри Київського національного університету імені Тараса Шевченка |
| за роботу «Властивості нейтрино і слабкої взаємодії, пошуки ефектів за межами стандартної моделі елементарних частинок»                      | Даневич Федір Анатолійович               | доктор фізико-математичних наук, завідувач відділу Інституту ядерних досліджень НАН України |
| за роботу «Властивості нейтрино і слабкої взаємодії, пошуки ефектів за межами стандартної моделі елементарних частинок»                      | Третяк Володимир Ілліч                   | кандидат фізико-математичних наук, провідний науковий співробітник Інституту ядерних досліджень НАН України |
| за роботу «Властивості нейтрино і слабкої взаємодії, пошуки ефектів за межами стандартної моделі елементарних частинок»                      | Кобичев Владислав Валерійович            | кандидат фізико-математичних наук, старший науковий співробітник Інституту ядерних досліджень НАН України |
| за роботу «Властивості нейтрино і слабкої взаємодії, пошуки ефектів за межами стандартної моделі елементарних частинок»                      | Ковтун Геннадій Прокопович               | доктор фізико-математичних наук, начальник лабораторії Національного наукового центру «Харківський фізико-технічний інститут» НАН України                                                                                           |
| за роботу «Властивості нейтрино і слабкої взаємодії, пошуки ефектів за межами стандартної моделі елементарних частинок»                      | Щербань Олексій Петрович                 | кандидат фізико-математичних наук, старший науковий співробітник Національного наукового центру «Харківський фізико-технічний інститут» НАН України                                                                                 |
| за роботу «Властивості нейтрино і слабкої взаємодії, пошуки ефектів за межами стандартної моделі елементарних частинок»                      | Тупіцина Ірина Аркадіївна                | кандидат технічних наук, старший науковий співробітник Інституту сцинтиляційних матеріалів НАН України |
| за роботу «Властивості нейтрино і слабкої взаємодії, пошуки ефектів за межами стандартної моделі елементарних частинок»                      | Здесенко Юрій Георгійович (посмертно)    | член-кореспондент Національної академії наук України |
| за роботу «Властивості нейтрино і слабкої взаємодії, пошуки ефектів за межами стандартної моделі елементарних частинок»                      | Нагорна Людмила Лаврентіївна (посмертно) | кандидат хімічних наук |
| за роботу «Фундаментальні основи реалізації механізмів протипухлинного захисту організму»                                                    | Бережна Нінель Михайлівна                | доктор медичних наук, провідний науковий співробітник Інституту експериментальної патології, онкології і радіобіології імені Р. Є. Кавецького НАН України                                                                           |
| за роботу «Фундаментальні основи реалізації механізмів протипухлинного захисту організму»                                                    | Коноваленко Володимир Федорович          | доктор медичних наук, старший науковий співробітник Інституту експериментальної патології, онкології і радіобіології імені Р. Є. Кавецького НАН України                                                                             |
| за роботу «Фундаментальні основи реалізації механізмів протипухлинного захисту організму»                                                    | Діденко Геннадій Васильович              | кандидат біологічних наук, завідувач лабораторії Інституту експериментальної патології, онкології і радіобіології імені Р. Є. Кавецького НАН України                                                                                |
| за роботу «Фундаментальні основи реалізації механізмів протипухлинного захисту організму»                                                    | Базась Володимир Миколайович             | кандидат медичних наук, науковий співробітник Інституту експериментальної патології, онкології і радіобіології імені Р. Є. Кавецького НАН України                                                                                   |
| за роботу «Фундаментальні основи реалізації механізмів протипухлинного захисту організму»                                                    | Колеснік Олена Олександрівна             | доктор медичних наук, директор Національного інституту раку |
| за роботу «Фундаментальні основи реалізації механізмів протипухлинного захисту організму»                                                    | Храновська Наталя Миколаївна             | кандидат біологічних наук, завідувач лабораторії Національного інституту раку |
| за роботу «Фундаментальні основи реалізації механізмів протипухлинного захисту організму»                                                    | Потебня Григорій Платонович              | доктор медичних наук, пенсіонер |
| за роботу «Фундаментальні основи реалізації механізмів протипухлинного захисту організму»                                                    | Лісовенко Галина Степанівна              | кандидат біологічних наук, пенсіонер |
| за «Енциклопедію історії України» (у 10 томах)                                                                                               | Боряк Геннадій Володимирович             | член-кореспондент Національної академії наук України, заступник директора Інституту історії України НАН України |
| за «Енциклопедію історії України» (у 10 томах)                                                                                               | Віднянський Степан Васильович            | член-кореспондент Національної академії наук України, завідувач відділу Інституту історії України НАН України |
| за «Енциклопедію історії України» (у 10 томах)                                                                                               | Рубльов Олександр Сергійович             | доктор історичних наук, вчений секретар Інституту історії України НАН України |
| за «Енциклопедію історії України» (у 10 томах)                                                                                               | Верстюк Владислав Федорович              | доктор історичних наук, завідувач відділу Інституту історії України НАН України |
| за «Енциклопедію історії України» (у 10 томах)                                                                                               | Лисенко Олександр Євгенович              | доктор історичних наук, завідувач відділу Інституту історії України НАН України |
| за «Енциклопедію історії України» (у 10 томах)                                                                                               | Гуржій Олександр Іванович                | доктор історичних наук, головний науковий співробітник Інституту історії України НАН України |
| за «Енциклопедію історії України» (у 10 томах)                                                                                               | Юркова Оксана Віталіївна                 | кандидат історичних наук, провідний науковий співробітник Інституту історії України НАН України |
| за «Енциклопедію історії України» (у 10 томах)                                                                                               | Зашкільняк Леонід Опанасович             | доктор історичних наук, завідувач кафедри Львівського національного університету імені Івана Франка |
| за роботу «Приладовий комплекс стабілізатора озброєння легкої броньованої техніки»                                                           | Маляров Сергій Прокопович                | кандидат технічних наук, голова правління публічного акціонерного товариства «Науково-виробниче об'єднання „Київський завод автоматики імені Г. І. Петровського“»                                                                   |
| за роботу «Приладовий комплекс стабілізатора озброєння легкої броньованої техніки»                                                           | Цірук Віктор Григорович                  | кандидат технічних наук, перший заступник голови правління — головний інженер публічного акціонерного товариства «Науково-виробниче об'єднання „Київський завод автоматики імені Г. І. Петровського“»                               |
| за роботу «Приладовий комплекс стабілізатора озброєння легкої броньованої техніки»                                                           | Клименко Олексій Іванович                | заступник начальника спеціального конструкторського бюро публічного акціонерного товариства «Науково-виробниче об'єднання „Київський завод автоматики імені Г. І. Петровського“»                                                    |
| за роботу «Приладовий комплекс стабілізатора озброєння легкої броньованої техніки»                                                           | Ільченко Микола Васильович               | провідний інженер-конструктор публічного акціонерного товариства «Науково-виробниче об'єднання „Київський завод автоматики імені Г. І. Петровського“»                                                                               |
| за роботу «Приладовий комплекс стабілізатора озброєння легкої броньованої техніки»                                                           | Пономаренко Анатолій Іванович            | консультант публічного акціонерного товариства «Науково-виробниче об'єднання „Київський завод автоматики імені Г. І. Петровського“»                                                                                                 |
| за роботу «Приладовий комплекс стабілізатора озброєння легкої броньованої техніки»                                                           | Безвесільна Олена Миколаївна             | доктор технічних наук, професор Національного технічного університету України «Київський політехнічний інститут імені Ігоря Сікорського»                                                                                            |
| за роботу «Приладовий комплекс стабілізатора озброєння легкої броньованої техніки»                                                           | Таланчук Петро Михайлович                | доктор технічних наук, президент вищого навчального закладу «Відкритий міжнародний університет розвитку людини „Україна“» |
| за роботу «Створення випромінюючих структур багатофункціональних радіоелектронних систем»                                                    | Катрич Віктор Олександрович              | доктор фізико-математичних наук, перший проректор Харківського національного університету імені В. Н. Каразіна |
| за роботу «Створення випромінюючих структур багатофункціональних радіоелектронних систем»                                                    | Горобець Микола Миколайович              | доктор фізико-математичних наук, завідувач кафедри Харківського національного університету імені В. Н. Каразіна |
| за роботу «Створення випромінюючих структур багатофункціональних радіоелектронних систем»                                                    | Нестеренко Михайло Васильович            | доктор фізико-математичних наук, провідний науковий співробітник Харківського національного університету імені В. Н. Каразіна |
| за роботу «Створення випромінюючих структур багатофункціональних радіоелектронних систем»                                                    | Бердник Сергій Леонідович                | кандидат фізико-математичних наук, доцент Харківського національного університету імені В. Н. Каразіна |
| за роботу «Створення випромінюючих структур багатофункціональних радіоелектронних систем»                                                    | Думін Олександр Миколайович              | кандидат фізико-математичних наук, доцент Харківського національного університету імені В. Н. Каразіна |
| за роботу «Створення випромінюючих структур багатофункціональних радіоелектронних систем»                                                    | Почанін Геннадій Петрович                | кандидат фізико-математичних наук, старший науковий співробітник Інституту радіофізики та електроніки імені О. Я. Усикова НАН України                                                                                               |
| за роботу «Створення випромінюючих структур багатофункціональних радіоелектронних систем»                                                    | Дробахін Олег Олегович                   | доктор фізико-математичних наук, завідувач кафедри Дніпропетровського національного університету імені Олеся Гончара |
| за роботу «Створення випромінюючих структур багатофункціональних радіоелектронних систем»                                                    | Пєнкін Юрій Михайлович                   | доктор фізико-математичних наук, завідувач кафедри Національного фармацевтичного університету |
| за роботу «Розробка пластмасових сцинтиляторів багатофункціонального призначення»                                                            | Галунов Микола Захарович                 | доктор фізико-математичних наук, завідувач відділу Інституту сцинтиляційних матеріалів НАН України |
| за роботу «Розробка пластмасових сцинтиляторів багатофункціонального призначення»                                                            | Жмурін Петро Миколайович                 | доктор фізико-математичних наук, завідувач відділу Інституту сцинтиляційних матеріалів НАН України |
| за роботу «Розробка пластмасових сцинтиляторів багатофункціонального призначення»                                                            | Ададуров Олександр Федорович             | кандидат фізико-математичних наук, старший науковий співробітник Інституту сцинтиляційних матеріалів НАН України |
| за роботу «Розробка пластмасових сцинтиляторів багатофункціонального призначення»                                                            | Бедрик Олександра Іванівна               | кандидат хімічних наук, старший науковий співробітник Інституту сцинтиляційних матеріалів НАН України |
| за роботу «Розробка пластмасових сцинтиляторів багатофункціонального призначення»                                                            | Лебедєв Валентин Миколайович             | кандидат фізико-математичних наук, старший науковий співробітник Інституту сцинтиляційних матеріалів НАН України |
| за роботу «Створення та впровадження нового класу евтектичних композиційних матеріалів в інноваційні технології підприємств машинобудування» | Лобода Петро Іванович                    | член-кореспондент Національної академії наук України, декан Національного технічного університету України «Київський політехнічний інститут імені Ігоря Сікорського»                                                                |
| за роботу «Створення та впровадження нового класу евтектичних композиційних матеріалів в інноваційні технології підприємств машинобудування» | Тітов Вячеслав Андрійович                | доктор технічних наук, завідувач кафедри Національного технічного університету України «Київський політехнічний інститут імені Ігоря Сікорського»                                                                                   |
| за роботу «Створення та впровадження нового класу евтектичних композиційних матеріалів в інноваційні технології підприємств машинобудування» | Панарін Валентин Євгенович               | доктор технічних наук, завідувач лабораторії Інституту металофізики імені Г. В. Курдюмова НАН України |
| за роботу «Створення та впровадження нового класу евтектичних композиційних матеріалів в інноваційні технології підприємств машинобудування» | Черепова Тетяна Степанівна               | кандидат технічних наук, старший науковий співробітник Інституту металофізики імені Г. В. Курдюмова НАН України |
| за роботу «Створення та впровадження нового класу евтектичних композиційних матеріалів в інноваційні технології підприємств машинобудування» | Кіндрачук Мирослав Васильович            | доктор технічних наук, завідувач кафедри Національного авіаційного університету |
| за роботу «Створення та впровадження нового класу евтектичних композиційних матеріалів в інноваційні технології підприємств машинобудування» | Івщенко Леонід Йосипович                 | доктор технічних наук, професор Запорізького національного технічного університету |
| за роботу «Створення та впровадження нового класу евтектичних композиційних матеріалів в інноваційні технології підприємств машинобудування» | Меркулов Вячеслав Михайлович             | кандидат технічних наук, перший заступник директора, головний конструктор тематичного напрямку державного підприємства «Запорізьке машинобудівне конструкторське бюро „Прогрес“ імені академіка О. Г. Івченка»                      |
| за роботу «Створення та впровадження нового класу евтектичних композиційних матеріалів в інноваційні технології підприємств машинобудування» | Коцюба Віктор Юрійович                   | заступник технічного директора публічного акціонерного товариства «Мотор Січ» |
| за роботу «Енергоефективні світлодіодні освітлювальні системи»                                                                               | Сорокін Віктор Михайлович                | член-кореспондент Національної академії наук України, заступник директора Інституту фізики напівпровідників імені В. Є. Лашкарьова НАН України                                                                                      |
| за роботу «Енергоефективні світлодіодні освітлювальні системи»                                                                               | Рибалочка Андрій Володимирович           | кандидат технічних наук, завідувач лабораторії Інституту фізики напівпровідників імені В. Є. Лашкарьова НАН України |
| за роботу «Енергоефективні світлодіодні освітлювальні системи»                                                                               | Корназа Василь Ігорович                  | науковий співробітник Інституту фізики напівпровідників імені В. Є. Лашкарьова НАН України |
| за роботу «Енергоефективні світлодіодні освітлювальні системи»                                                                               | Готра Зенон Юрійович                     | доктор технічних наук, завідувач кафедри Національного університету «Львівська політехніка» |
| за роботу «Енергоефективні світлодіодні освітлювальні системи»                                                                               | Мартіросова Віолетта Генріхівна          | кандидат медичних наук, провідний науковий співробітник державної установи «Інститут медицини праці Національної академії медичних наук України»                                                                                    |
| за роботу «Енергоефективні світлодіодні освітлювальні системи»                                                                               | Нікітський Геннадій Ігорович             | президент товариства з обмеженою відповідальністю «Світлодіодні технології Україна» |
| за роботу «Енергоефективні світлодіодні освітлювальні системи»                                                                               | Пастух Ігор Іванович                     | генеральний конструктор — радник генерального директора товариства з обмеженою відповідальністю «Екта-Пром» |
| за роботу «Енергоефективні світлодіодні освітлювальні системи»                                                                               | Щиренко Василь Васильович                | генеральний директор товариства з обмеженою відповідальністю «ОСП Корпорація Ватра» |
| за роботу «Створення засобів та технологій еферентної терапії на основі нанокремнезему»                                                      | Туров Володимир Всеволодович             | член-кореспондент Національної академії наук України, завідувач відділу Інституту хімії поверхні імені О. О. Чуйка НАН України |
| за роботу «Створення засобів та технологій еферентної терапії на основі нанокремнезему»                                                      | Мороз Василь Максимович                  | доктор медичних наук, ректор Вінницького національного медичного університету імені М. І. Пирогова |
| за роботу «Створення засобів та технологій еферентної терапії на основі нанокремнезему»                                                      | Бондар Сергій Анатолійович               | доктор медичних наук, завідувач кафедри Вінницького національного медичного університету імені М. І. Пирогова |
| за роботу «Створення засобів та технологій еферентної терапії на основі нанокремнезему»                                                      | Пипа Лариса Володимирівна                | доктор медичних наук, завідувач кафедри Вінницького національного медичного університету імені М. І. Пирогова |
| за роботу «Створення засобів та технологій еферентної терапії на основі нанокремнезему»                                                      | Луцюк Микола Борисович                   | доктор медичних наук, професор Вінницького національного медичного університету імені М. І. Пирогова |
| за роботу «Створення засобів та технологій еферентної терапії на основі нанокремнезему»                                                      | Бондарчук Олег Іванович                  | кандидат медичних наук, доцент Вінницького національного медичного університету імені М. І. Пирогова |
| за роботу «Створення засобів та технологій еферентної терапії на основі нанокремнезему»                                                      | Вільцанюк Олександр Афанасійович         | кандидат медичних наук, доцент Вінницького національного медичного університету імені М. І. Пирогова |
| за роботу «Створення засобів та технологій еферентної терапії на основі нанокремнезему»                                                      | Штатько Олена Іванівна                   | кандидат медичних наук, доцент Вінницького національного медичного університету імені М. І. Пирогова |
| за роботу «Система ветеринарно-зоотехнічних заходів при лейкозі великої рогатої худоби»                                                      | Бащенко Михайло Іванович                 | доктор сільськогосподарських наук, віце-президент Національної академії аграрних наук України |
| за роботу «Система ветеринарно-зоотехнічних заходів при лейкозі великої рогатої худоби»                                                      | Мандигра Микола Станіславович            | доктор ветеринарних наук, академік-секретар відділення ветеринарної медицини Національної академії аграрних наук України |
| за роботу «Система ветеринарно-зоотехнічних заходів при лейкозі великої рогатої худоби»                                                      | Бусол Володимир Олександрович            | доктор ветеринарних наук, головний науковий співробітник Національного наукового центру «Інститут експериментальної і клінічної ветеринарної медицини» Національної академії аграрних наук України                                  |
| за роботу «Система ветеринарно-зоотехнічних заходів при лейкозі великої рогатої худоби»                                                      | Коваленко Лариса Володимирівна           | кандидат біологічних наук, вчений секретар Національного наукового центру «Інститут експериментальної і клінічної ветеринарної медицини» Національної академії аграрних наук України                                                |
| за роботу «Система ветеринарно-зоотехнічних заходів при лейкозі великої рогатої худоби»                                                      | Горбатенко Станіслав Кіндратович         | кандидат ветеринарних наук, завідувач лабораторії Національного наукового центру «Інститут експериментальної і клінічної ветеринарної медицини» Національної академії аграрних наук України                                         |
| за роботу «Система ветеринарно-зоотехнічних заходів при лейкозі великої рогатої худоби»                                                      | Ярчук Броніслав Миронович                | кандидат ветеринарних наук, професор Білоцерківського національного аграрного університету |
| за роботу «Система ветеринарно-зоотехнічних заходів при лейкозі великої рогатої худоби»                                                      | Шваюн Іван Васильович                    | кандидат ветеринарних наук, старший науковий співробітник Білоцерківського національного аграрного університету |
| за роботу «Система ветеринарно-зоотехнічних заходів при лейкозі великої рогатої худоби»                                                      | Достоєвський Павло Петрович              | кандидат ветеринарних наук, заступник генерального директора Української виробничо-комерційної корпорації по зоотехнічному та ветеринарному постачанню «Укрзооветпромпостач»                                                        |
| за роботу «Підвищення ефективності розробки родовищ вуглеводнів на основі використання компресорного устаткування нового покоління»          | Блюсс Борис Олександрович                | доктор технічних наук, завідувач відділу Інституту геотехнічної механіки імені М. С. Полякова НАН України |
| за роботу «Підвищення ефективності розробки родовищ вуглеводнів на основі використання компресорного устаткування нового покоління»          | Шевченко Володимир Георгійович           | доктор технічних наук, вчений секретар Інституту геотехнічної механіки імені М. С. Полякова НАН України |
| за роботу «Підвищення ефективності розробки родовищ вуглеводнів на основі використання компресорного устаткування нового покоління»          | Бондаренко Герман Андрійович             | кандидат технічних наук, професор Сумського державного університету |
| за роботу «Підвищення ефективності розробки родовищ вуглеводнів на основі використання компресорного устаткування нового покоління»          | Лях Михайло Михайлович                   | кандидат технічних наук, професор Івано-Франківського національного технічного університету нафти і газу |
| за роботу «Підвищення ефективності розробки родовищ вуглеводнів на основі використання компресорного устаткування нового покоління»          | Кирик Григорій Васильович                | доктор технічних наук, президент концерну «НІКМАС» |
| за роботу «Підвищення ефективності розробки родовищ вуглеводнів на основі використання компресорного устаткування нового покоління»          | Жарков Павло Євгенович                   | кандидат технічних наук, голова наглядової ради публічного акціонерного товариства «Науково-виробниче акціонерне товариство „ВНДІкомпресормаш“»                                                                                     |
| за підручник «Фармакологія». — Вінниця: Нова книга, 2011. — 432с.:іл.                                                                        | Бобирьов Віктор Миколайович              | доктор медичних наук, перший проректор вищого державного навчального закладу України «Українська медична стоматологічна академія»                                                                                                   |
| за підручник «Фармакологія». — Вінниця: Нова книга, 2011. — 432с.:іл.                                                                        | Рябушко Микола Миколайович               | кандидат медичних наук, декан вищого державного навчального закладу України «Українська медична стоматологічна академія» |
| за підручник «Фармакологія». — Вінниця: Нова книга, 2011. — 432с.:іл.                                                                        | Островська Галина Юріївна                | кандидат медичних наук, доцент вищого державного навчального закладу України «Українська медична стоматологічна академія» |
| за підручник «Фармакологія». — Вінниця: Нова книга, 2011. — 432с.:іл.                                                                        | Петрова Тамара Аркадіївна                | кандидат медичних наук, доцент вищого державного навчального закладу України «Українська медична стоматологічна академія» |
| за підручник «Фармакологія». — Вінниця: Нова книга, 2011. — 432с.:іл.                                                                        | Кресюн Валентин Йосипович                | доктор медичних наук, завідувач кафедри Одеського національного медичного університету |
| за підручник «Фармакологія». — Вінниця: Нова книга, 2011. — 432с.:іл.                                                                        | Годован Владлена Володимирівна           | доктор медичних наук, професор Одеського національного медичного університету |
| за підручник «Фармакологія». — Вінниця: Нова книга, 2011. — 432с.:іл.                                                                        | Кава Тетяна Володимирівна                | кандидат медичних наук, доцент Національного медичного університету імені О. О. Богомольця |
| за підручник «Фармакологія». — Вінниця: Нова книга, 2011. — 432с.:іл.                                                                        | Казак Лідія Іванівна                     | доктор медичних наук, пенсіонер |